# テオス (ファラオ)
テオス（古代ギリシア語: Τέως、Teos）、ないしタコス（古代ギリシア語: Τάχως、Tachos）は、古代エジプト語で「ジェドー (Djedhor, Djedho)」 と呼ばれていたエジプト第30王朝2代目のファラオの、古代ギリシア語における名である。その治世は、ファラオに即位して以降紀元前360年から紀元前359年とされる。テオスの父ネクタネボ1世は、自らの治世の途中で、紀元前363年ないし紀元前362年にはテオスを摂政とする共同統治を始めていた。一部のエジプト学の記述では、この共同統治期間をテオスの治世に含めている。テオスの治世に試みられた硬貨（金貨：Nefer-nub）の導入は失敗した。
テオスは、第26王朝のアプリエス （ウアフイブラー）以来2世紀ぶりに、シリアやパレスチナ地域へのエジプト勢力の拡張を計画し、これに着手した。テオスは、トトメス3世の前例に則り、レテヌ一帯（カナンや歴史的シリアに相当）への外部勢力の脅威に対する攻撃に成功した。
ペルシア帝国の脅威からの防衛策の完成が見えてきた、フェニキアへの進出を目前にした時点で、テオスは自国で起きた反乱によって王座から追われ、代わってネクタネボ2世がファラオとなった。エジプト人のファラオがペルシアに対して対外的な攻勢に出たのは、これが最後の例となった。